# Maxtla
Pour l’article homonyme, voir Maxtlatl.
Maxtla, également orthographié Maxclatl, (né à la fin du XVe siècle et mort en 1428) est le fils du souverain tépanèque Tezozomochtli et son successeur au rang de dirigeant (tlatoani, en nahuatl) d'Azcapotzalco.
Il semble que, lors des dernières années du long règne de son père, qui s'achève à sa mort en 1426, son rôle ait pris de l'ampleur, surtout après l'assassinat de son frère Tayauh, qui est l'héritier présomptif de Tezozomochtli.
Dès son accession au pouvoir, il adopte vis-à-vis des Aztèques une politique plus agressive que celle de son père, en alourdissant les tributs prélevés et en emprisonnant leur souverain Chimalpopoca. Après le suicide de ce dernier en 1427, les Aztèques, sous la direction d'Itzcoatl et de son neveu et principal conseiller Tlacaelel, fondent l'alliance entre les trois cités de Tenochtitlan, Tlacopan et de Texcoco.
Dès 1428, Maxtla est vaincu et sacrifié par Nezahualcoyotl, dont le père a été tué lors de l'invasion de Texcoco par Tezozomochtli. Sa capitale Azcapotzalco est prise et détruite.